# Ярема Венгринович
Ярема Венгринович (нар. Брюссель, Бельгія) — бельгійський велосипедист та активіст українського походження.
Студент економічного факультету Левенського католицького університету.
У 2021 році організував акцію «Road To Ukraine/Дорога в Україну», мета якої — збір коштів для дітей, чиї батьки загинули в АТО на Сході. Подорож розпочав 28 серпня з Брюсселя, а кінцева точка марафону — Тернопіль. Заради благодійної мети подолав 2500 км.